# 조제 카를루스 토폴루 주니오르
조제 카를루스 토폴루 주니오르(포르투갈어: José Carlos Tofolo Júnior, 1989년 3월 2일 ~ )는 흔히 알레망(포르투갈어: Alemão)으로 불리는 브라질의 축구 선수로, 포지션은 공격수이다. 현재 브라질의 구아라니 FC에서 활약 중이다. 알레망은 이탈리아 국적 또한 보유하고 있다.

## 선수 생활

### 유소년기
알레망은 산투스 FC에서 축구를 시작하였으며, 2005년 구단과 프로 계약을 맺었다. 2008년 1월 31일 캄페오나투 파울리스타에서 그레미우 바루에리를 상대로 출전하여, 프로 데뷔 무대를 가졌다. 4일 뒤 파울리스타 FC와의 경기에서 프로 통산 첫 골을 기록하였다.

### 이탈리아 진출
2008년 7월 알레망은 이탈리아 세리에 A 소속 우디네세 칼초에 자유 계약으로 입성하였다. 그러나 알렉시스 산체스, 두샨 바스타, 오디온 이갈로, 리카르도 차라를 이미 보유하였던 우디네세였으며, 산체스와 이갈로만이 세리에 A 명단에 등록되었다. 논-EU 쿼터가 부족한 관계로 세리에 A에 출전하지 못하게 된 알레망은 우디네세 U-20 팀에서 경기를 가졌다. 2010년 7월 우디네세는 세리에 B 클럽 비첸차 칼초에게 40만 유로의 가격으로 공동소유권을 넘겨주며, 알레망을 내보내었다. 2010년 8월 20일 알레망은 아탈란타 BC와의 경기에 66분 교체출전하며 세리에 B 데뷔전을 가졌다.
2011년 1월 31일 알레망은 바레세 칼초의 마르코 첼리니와 트레이드되었다. 같은 해 6월 우디네세는 알레망에 대한 나머지 50%의 소유권을 양도하였다.

### 브라질 복귀
2012년 1월 알레망은 그레미우 카탄두벤시와 임시 계약을 맺으며, 브라질로 복귀하였다. 2012년 12월 중순 구아라칭게타 푸치보우로 이적하며, 정식 계약을 다시 맺을 수 있게 되었다. 구아라칭게타에서 득점포를 다시 가동시킨 알레망은 이후 AA 폰치 프레타로 이적하였다. 그러나 폰치 프레타에서 출장 기회를 잡지 못하고, EC 비토리아, 샤페코엔시, 포르투게자 등으로 임대를 전전하였다.

### 저니맨 생활
2014년 12월 12일 알레망은 멕시코의 크루스 아술과 계약을 맺었다. 리가 MX에서 14경기에 출전하여 3골 4도움을 기록하였고, 이후 피게이렌시 FC가 임대 계약을 제의하였다. 그 후로 ABC FC, 보타포구-SP를 거쳤고, 2016년에는 네덜란드 2부 에이르스터 디비시의 FC 에인트호번으로 이적하며 유럽 무대로 복귀하기도 하였다. 2017년에는 파라나 클루비로 이적하며 다시 브라질로 복귀하였다. 2018년 대한민국 K리그2의 부산 아이파크로 1년간 임대되었다.